# Skeena (circonscription britanno-colombienne)
Pour les articles homonymes, voir Skeena.
Circonscription électorale provinciale du Canada
Skeena est une circonscription provinciale de la Colombie-Britannique représentée à l'Assemblée législative de la Colombie-Britannique de 1903 à 1916 et depuis 1924.

## Géographie
En 2020, la circonscription comprenait la partie sud du district régional de Kitimat-Stikine à l'exception de la pointe sud du district qui est représentée par la circonscription de North Coast. La circonscription est localisée dans l'ouest de la province et bordée par l'Alaska. Les communautés de Terrace et Kitimat font partie de la circonscription.

## Liste des députés
1903-1916
| Législature | Années    | Député | Député                | Parti        |
| Skeena      | Skeena    | Skeena | Skeena                | Skeena       |
| ----------- | --------- | ------ | --------------------- | ------------ |
| 10e         | 1903–1907 |        | C. W. D. Clifford     | Conservateur |
| 11e         | 1907–1909 |        | William Thomas Kergin | Libéral      |
| 12e         | 1909–1912 |        | William Manson        | Libéral      |
| 13e         | 1912–1916 |        | William Manson        | Libéral      |

Depuis 1924
| Législature | Années        | Député | Député                     | Parti               |
| ----------- | ------------- | ------ | -------------------------- | ------------------- |
| 16e         | 1924-1928     |        | Horace Wrinch              | Libéral             |
| 17e         | 1928-1933     |        | Horace Wrinch              | Libéral             |
| 18e         | 1933-1937     |        | Edward Tourtellotte Kenney | Libéral             |
| 19e         | 1937-1941     |        | Edward Tourtellotte Kenney | Libéral             |
| 20e         | 1941-1945     |        | Edward Tourtellotte Kenney | Libéral             |
| 21e         | 1945-1949     |        | Edward Tourtellotte Kenney | Coalition           |
| 22e         | 1949-1952     |        | Edward Tourtellotte Kenney | Coalition           |
| 23e         | 1952-1953     |        | Edward Tourtellotte Kenney | Libéral             |
| 24e         | 1953-1955     |        | Frank Howard               | Social-démocratique |
| 25e         | 1956–1960     |        | Hugh Shirreff              | Créditiste          |
| 26e         | 1960–1963     |        | Dudley George Little       | Créditiste          |
| 27e         | 1963–1966     |        | Dudley George Little       | Créditiste          |
| 28e         | 1966–1969     |        | Dudley George Little       | Créditiste          |
| 29e         | 1969–1972     |        | Dudley George Little       | Créditiste          |
| 30e         | 1972–1975     |        | Hartley Douglas Dent       | Néo-démocratique    |
| 31e         | 1975–1979     |        | Cyril Morley Shelford      | Créditiste          |
| 32e         | 1979–1983     |        | Frank Howard               | Néo-démocratique    |
| 33e         | 1983–1986     |        | Frank Howard               | Néo-démocratique    |
| 34e         | 1986–1991     |        | David Parker               | Créditiste          |
| 35e         | 1991–1996     |        | Helmut Giesbrecht          | Néo-démocratique    |
| 36e         | 1996–2001     |        | Helmut Giesbrecht          | Néo-démocratique    |
| 37e         | 2001–2005     |        | Roger Harris               | Libéral             |
| 38e         | 2005–2009     |        | Robin Austin               | Néo-démocrate       |
| 39e         | 2009–2013     |        | Robin Austin               | Néo-démocrate       |
| 40e         | 2013–2017     |        | Robin Austin               | Néo-démocrate       |
| 41e         | 2017–2020     |        | Ellis Ross                 | Libéral             |
| 42e         | 2020–2023     |        | Ellis Ross                 | Libéral             |
| 42e         | 2023-2024     |        | Ellis Ross                 | United              |
| 43e         | 2024–en cours |        | Claire Rattée              | Conservateur        |

## Résultats électoraux
Depuis 1924
1903-1916